# 기타치촌
기타치촌(木立村)은 일본 오이타현 미나미아마베군에 설치되었던 촌이다. 현재의 사이키시 기타치에 해당한다.